# 9376 Thionville
A 9376 Thionville (ideiglenes jelöléssel 1993 OU7) a Naprendszer kisbolygóövében található aszteroida. Eric Walter Elst fedezte fel 1993. július 20-án.